# Matt Anand
Pour les articles homonymes, voir Anand.
Matthew "Matt" Anand, né le 1er octobre 1971 à Calgary,, est un coureur cycliste canadien. Il est notamment devenu champion du Canada sur route en 1993 et en 1995.

## Palmarès
- 1993
  -  Champion du Canada sur route
- 1994
  - Challenge Animgolf
  - 2e du Circuit de la Vallée du Bédat
  - 3e du Tour du Charolais
- 1995
  -  Champion du Canada sur route
- 1997
  - Québec-Montréal
  - Prologue de la Killington Stage Race
  - Prologue du Tour de Hokkaido
  - 2e du Tour de Beauce
  - 3e du championnat du Canada sur route
- 1998
  - Wally Gimber Trophy
  - Cliff Smith Memoria
  - 1re étape des Reddings Three Days
  - Enchanted Mountain Stage Race :
    - Classement général
    - 2e étape

  - 2e des Reddings Three Days
- 1999
  - Carson Valley Woodfords
  - 2e du championnat du Canada sur route